# الحركة البيضاء
الحركة البيضاء (بالروسية: Белое движение)، التي يُدعى جناحها العسكري الجيش الأبيض (بالروسية: Белая Армия) وأعضائها البيض (بالروسية: Белые أو белогвардейцы (الحرس الأبيض)) تضم القوات السياسية والعسكرية الروسية المناهضة للبلشفية بعد ثورة أكتوبر وحاربت الجيش الأحمر خلال الحرب الأهلية الروسية بين سنتي 1917 و1923.
في إبان الحرب الأهلية الروسية، عملت الحركة البيضاء بصفة حركة خيمة سياسية كبيرة تمثل مجموعة من الآراء السياسية في روسيا المتحدة بمعارضتها للبلاشفة الشيوعيين، من اللبراليين ذوي العقلية الجمهورية والديمقراطيين الاشتراكيين الكيرينسكيين في اليسار مرورًا بالملوكيين وأنصار روسيا الموحدة متعددة الجنسيات إلى المئات السود القوميين المتطرفين في اليمين.
عقب الهزيمة العسكرية للبيض، بقيت بقايا الحركة وتتماتها في عدة منظمات، بعضها لم يحظَ إلا بدعم محدود واستمر ضمن مجتمع المهاجرين البيض في المهجر حتى بعد سقوط الدول الشيوعية الأوروبية في الثورة الأوروبية الشرقية لعام 1989 وتفكك الاتحاد السوفييتي العاقب لذلك في 1990- 1991. غالبًا ما انقسم هذا المجتمع في المنفى من مناهضي الشيوعية إلى شرائح لبرالية وشرائح أكثر محافظة، وما يزال البعض آملًا استعادة سلالة رومانوف. ظهر مطالبان بالعرش الخالي في خلال الحرب الأهلية هما الدوق الأكبر كيريل فلاديميروفيتش الروسي، والدوق الأكبر نيكولاي نيكولايفيتش الروسي.

## التركيبة والأيديولوجية
يمكن تفسير عبارة البيض بعدة طرق:
- أولًا: هي عكس الحمر أي ثوريي الجيش الأحمر المحالفين للبلشفية والشيوعية.
- ثانيًا: كلمة «أبيض» كانت لها علاقة بالملكية: تاريخيا، أول عاهل لروسيا المتحدة، إيفان الثالث، كان يلقب نفسه بالقيصر الأبيض. كان الأبيض أيضا اللون الرمزي للبوربون الملكيين بعد الثورة الفرنسية.
- ثالثا: كان جزء من الجيش الأبيض يرتدي الزي للإمبراطورية الروسية.

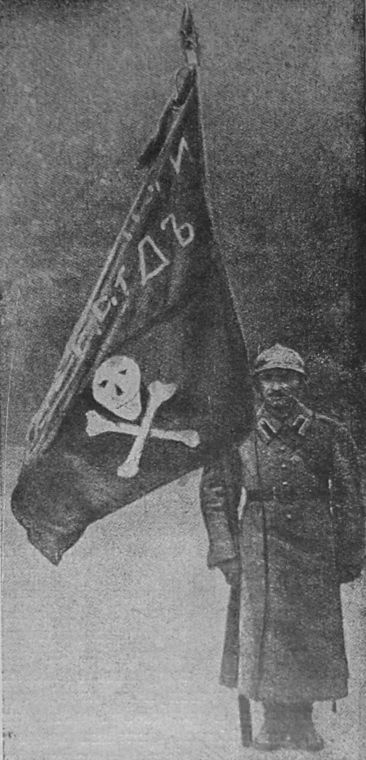
لواء كتيبة الموت (التي أصبحت فيما بعد جزءا من جيش المتطوعين)

لم يكن هنالك وجود لجيش أبيض بالمعنى الدقيق للكلمة. في انعدام وجود سلطة مركزية، لم تتعد القوى البيضاء كونها كنفدرالية قوى مناهضة للثورة. لم تكن تجمع ضباط الجيش الأبيض أيديولوجية موحدة في ما عدى اعتبارهم لأنفسهم وطنيين روسيين مناهضين للبلشفية. كانت هذه الجيوش تضم جماعات مختلفة ومتباينة منها القيصريون، أنصار الملكية الدستورية، الجمهورييون، وحتى الاشتراكيون الثوريون. بعض قادة الجيش كانوا يعملون من أجل عودة السلطة الناتجة عن ثورة فيفري لكن معظمهم كانوا يودون العودة إلى النظام الملكي.
ضم الجيش الأبيض مناهضين ناشطين للبلاشفة (من بينهم العديد من القوزاق) وامتدت انتداباته إلى المتطوعين والمجندين من النبلاء والمزارعين.
كون بعض قادة حركة البيض، وخاصة الجنرال ورانجيل، مفاهيم سياسية قائمة على التقاليد الروسية. تبنت وطورت هذه المفاهيم في أوساط المهاجرين بعد نهاية الحرب الأهلية من طرف المفكرين الروسيين مثل إيفان إيلين، الذي كانت له نقاط تشابه فلسفية مع السلافوفيلية. أصبحت هذه المفاهيم تعرف باسم «الفكرة البيضاء». يوجد جدال حول فترت نشأت «الفكرة البيضاء» حيث يزعم أن إنشائها وقع بعد الحرب أو على الأقل أن صياغتها بصورة عقائدية تمت عندها. لم يعتنق جميع جنود الجيش الأبيض هذه الفكرة.
تطور التيار الملكي بين جنود الجيش الأبيض، بينما قلة نسبة الجمهوريين. ينظر إلى سياسات ألكسندر كيرينسكي الليبيرالية وحكومته الاشتراكية الديمقراطية المؤقتة على أنها السبب في تهيئة البلاد لثورة أكتوبر. في أوت 1922، شهرين قبل هزيمته، نجح جيش الشرق الأقصى الأبيض التابع للجنرال ميخائيل ديتيريخس في الاتفاق مع الزمسكي سوبور وانتخاب الدوق الأكبر نكولاي نيكولايفيش رومانوف كقيصر لروسيا.
وجدت قوات أخرى مثل الجيش الأخضر وجيش نستور ماخنو الأسود، المعلنة عداوتها للجيشين الأحمر والأبيض، مع أنها لم تتورع عن التحالف مع أحدهما تارة والآخر تارة أخرى.
أحيانا، كان الحلفاء الغربيون وقوات المحور، وقوات أجنبية أخرى تدعم بعض وحدات الجيش الأبيض مما تسبب في اتهامه من قبل السوفيات بالدفاع عن مصالح أطراف أجنبية.
اتجاه الجيش الأبيض المعادي للسامية سبب حرجا للغرب. حذر وينستون تشرشل بنفسه الجنرال دينكين، المتسبب في سلسلة مذابح مدبرة أن مهمته في جمع دعم البرلمان للقضية القومية الروسية ستصبح أصعب بكثير إن استمر وفود شكاوى يهود منطقة جيش المتطوعين. لكن تم تجاهل تحذيرات تشرشل واستمرت المذابح.

صرح جنرال الجيش الأبيض ساخاروف، الذي أصبح مستشارًا لأدولف هتلر حول الاتحاد السوفياتي، أن «حركة البيض كانت في جوهرها أول مظاهر الفاشية.»

## وصلات خارجية
- روسيا المناهضة للبلشفية في صور
- رابطة الذاكرة والشرف (بالروسية)